# Andy Wallace (Rennfahrer)

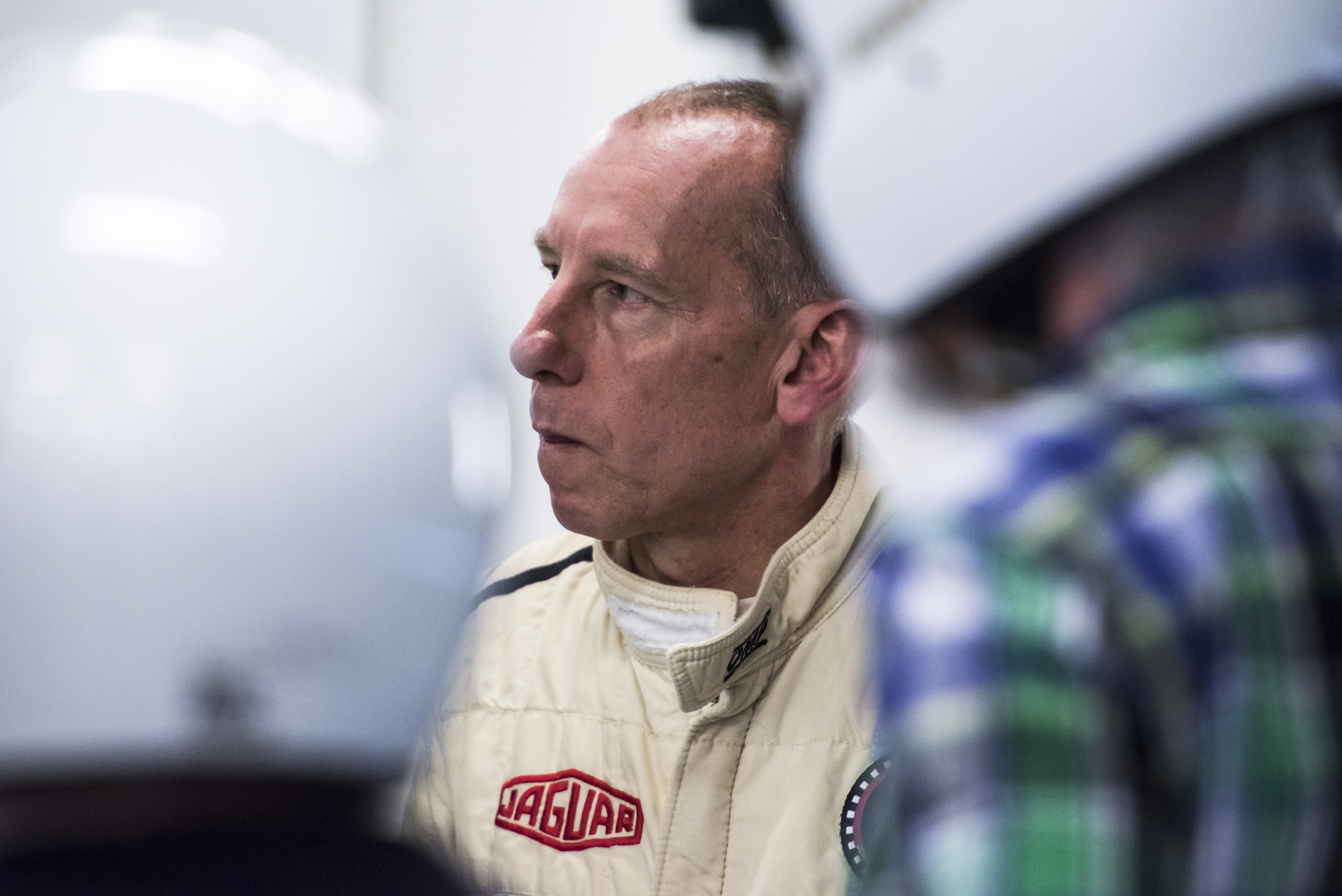
Andy Wallace, 2015

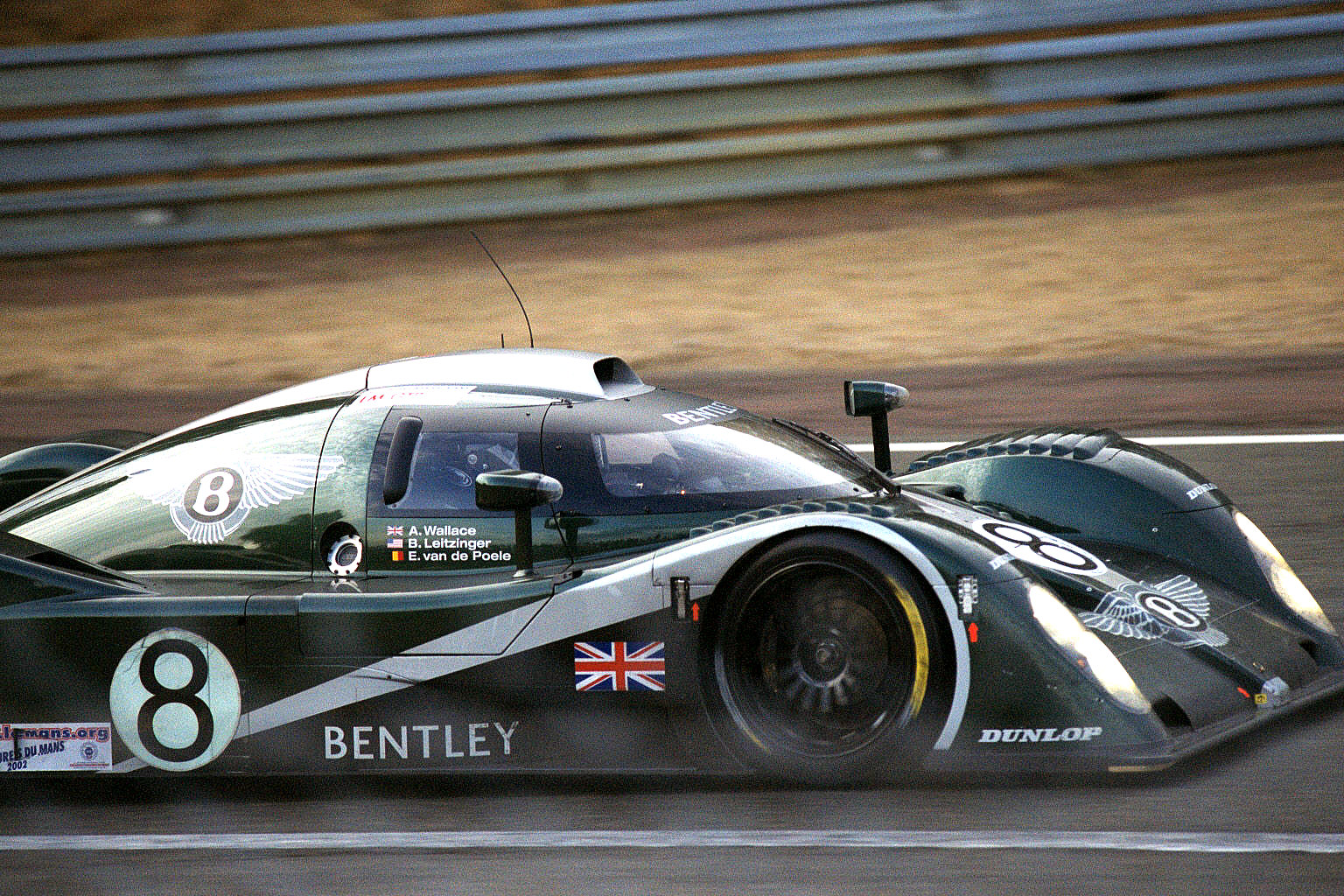
Im Bentley EXP Speed 8 beim 24-Stunden-Rennen von Le Mans 2002

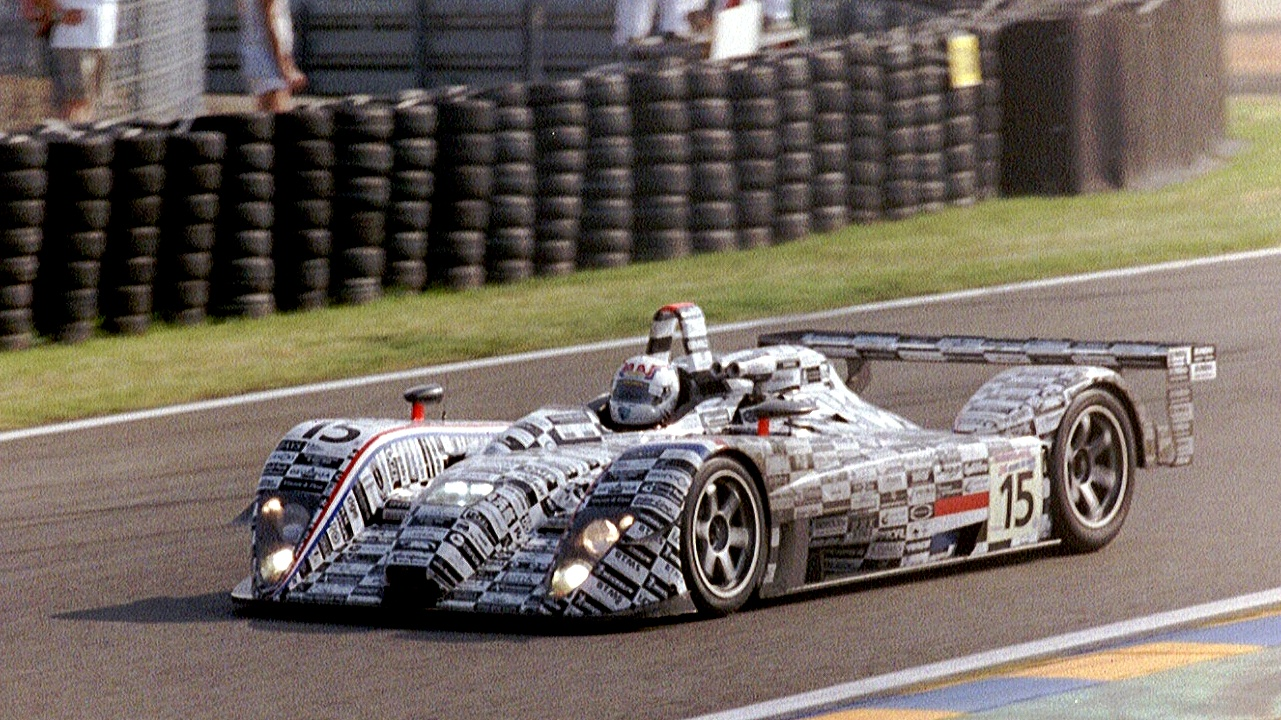
Andy Wallace am Steuer des Dome S101 beim 24-Stunden-Rennen von Le Mans 2003

Andrew Steven „Andy“ Wallace (* 19. Februar 1961 in Oxford, England) ist ein ehemaliger britischer Automobilrennfahrer.

## Karriere

### Monopostosport
Nach dem Besuch der Rennfahrerschule von Jim Russel ab 1976 begann Wallace 1979 seine Rennfahrerkarriere. Bis einschließlich 1984 fuhr er in der Formel Ford. In den folgenden beiden Jahren war er in der britischen Formel-3-Meisterschaft aktiv, die er in der Saison 1986 gewann. In den Jahren 1987 und 1988 trat er in der Internationalen Formel-3000-Meisterschaft an.

### Erfolge im Sportwagen
Zur gleichen Zeit wurde Wallace Mitglied des Sportwagenteams von Jaguar. Dort begann der erfolgreichste Teil seiner Karriere. Gleich bei seinem Debüt bei den 24 Stunden von Le Mans gewann er das Rennen zusammen mit Jan Lammers und Johnny Dumfries auf einem Jaguar XJR-9. 1990, 1997 und 1999 war er mit wechselnden Partnern bei den 24 Stunden von Daytona siegreich, 1993 und 1994 gewann er die 12 Stunden von Sebring.
Ebenfalls 1994 stellte Wallace den elf Jahre anhaltenden Geschwindigkeitsweltrekord mit einem Serienwagen auf. Er fuhr mit einem McLaren F1 386,403 km/h. Seit dem Ende seiner Fahrerkarriere ist er Testfahrer bei Bugatti Automobiles. Auch hier stellte er weitere Geschwindigkeitsweltrekorde auf: Im August 2019 erreichte er 490,484 km/h mit einem Bugatti Chiron Super Sport 300+, im November 2024 mit einem offenen Bugatti Mistral 453,91 km/h.

## Statistik

### Le-Mans-Ergebnisse
| Jahr | Team                      | Fahrzeug               | Teamkollege           | Teamkollege           | Platzierung            | Ausfallgrund    |
| ---- | ------------------------- | ---------------------- | --------------------- | --------------------- | ---------------------- | --------------- |
| 1988 | Silk Cut Jaguar           | Jaguar XJR-9LM         | Jan Lammers           | Johnny Dumfries       | Gesamtsieg             |                 |
| 1989 | Silk Cut Jaguar           | Jaguar XJR-9LM         | John Nielsen          | Price Cobb            | Ausfall                | Zylinderkopf    |
| 1990 | Silk Cut Jaguar           | Jaguar XJR-12          | Jan Lammers           | Franz Konrad          | Rang 2                 |                 |
| 1991 | Silk Cut Jaguar           | Jaguar XJR-12          | John Nielsen          | Derek Warwick         | Rang 4                 |                 |
| 1992 | Toyota Team Tom’s         | Toyota TS010           | Jan Lammers           | Teo Fabi              | Rang 8                 |                 |
| 1993 | Toyota Team Tom’s         | Toyota TS010           | Pierre-Henri Raphanel | Kenny Acheson         | Ausfall                | Getriebeschaden |
| 1995 | Harrods Mach One Racing   | McLaren F1 GTR         | Derek Bell            | Justin Bell           | Rang 3                 |                 |
| 1996 | Harrods Mach One Racing   | McLaren F1 GTR         | Derek Bell            | Olivier Grouillard    | Rang 6                 |                 |
| 1997 | David Price Racing        | Panoz Esperante GTR-1  | James Weaver          | Butch Leitzinger      | Ausfall                | Motorschaden    |
| 1998 | Panoz Motorsports Inc.    | Panoz Esperante GTR-1  | David Brabham         | Jamie Davies          | Rang 7                 |                 |
| 1999 | Audi Sport UK Ltd.        | Audi R8C               | James Weaver          | Perry McCarthy        | Ausfall                | Motorschaden    |
| 2000 | Team Cadillac             | Cadillac Northstar LMP | Franck Lagorce        | Butch Leitzinger      | Rang 21                |                 |
| 2001 | Team Bentley              | Bentley EXP Speed 8    | Eric van de Poele     | Butch Leitzinger      | Rang 3 und Klassensieg |                 |
| 2002 | Team Bentley              | Bentley EXP Speed 8    | Eric van de Poele     | Butch Leitzinger      | Rang 4 und Klassensieg |                 |
| 2003 | Racing for Holland        | Dome S101              | Jan Lammers           | John Bosch            | Rang 6                 |                 |
| 2004 | Zytek Engineering Ltd.    | Zytek 04S              | David Brabham         | Hayanari Shimoda      | Ausfall                | Motorschaden    |
| 2005 | Creation Autosportif Ltd. | DBA 03S                | Nicolas Minassian     | Jamie Campbell-Walter | Rang 14                |                 |
| 2006 | Ray Mallock Racing        | MG-Lola EX264          | Mike Newton           | Thomas Erdos          | Rang 8 und Klassensieg | Unfall          |
| 2007 | Ray Mallock Racing        | MG-Lola EX264          | Mike Newton           | Thomas Erdos          | Ausfall                | Kolben          |
| 2008 | Ray Mallock Racing        | MG-Lola EX265          | Mike Newton           | Thomas Erdos          | Ausfall                | Unfall          |
| 2010 | RML                       | Lola B08/80            | Mike Newton           | Thomas Erdos          | Rang 8                 |                 |

### Sebring-Ergebnisse
| Jahr | Team                   | Fahrzeug               | Teamkollege           | Teamkollege      | Platzierung            | Ausfallgrund    |
| ---- | ---------------------- | ---------------------- | --------------------- | ---------------- | ---------------------- | --------------- |
| 1990 | Castrol Jaguar Racing  | Jaguar XJR-12D         | Davy Jones            | Jan Lammers      | Rang 3                 |                 |
| 1991 | All American Racers    | Eagle HF90             | Rocky Moran           |                  | Ausfall                | Motorschaden    |
| 1992 | All-American Racers    | Eagle MkIII            | Juan Manuel Fangio II |                  | Gesamtsieg             |                 |
| 1993 | All-American Racers    | Eagle MkIII            | Juan Manuel Fangio II |                  | Gesamtsieg             |                 |
| 1994 | Auto Toy Store         | Spice SE89             | Derek Bell            | James Weaver     | Rang 2 und Klassensieg |                 |
| 1995 | Auto Toy Store         | Spice SE90             | Derek Bell            | Jan Lammers      | Rang 2                 |                 |
| 1996 | Dyson Racing           | Riley & Scott Mk III   | Butch Leitzinger      |                  | Rang 5                 |                 |
| 1997 | Dyson Racing           | Riley & Scott Mk III   | Butch Leitzinger      | James Weaver     | Rang 2                 |                 |
| 1998 | Panoz Motorsports      | Panoz Esperante GTR-1  | David Brabham         |                  | Rang 2 und Klassensieg |                 |
| 1999 | Dyson Racing           | Riley & Scott Mk III   | Dorsey Schroeder      | James Weaver     | Ausfall                | Getriebeschaden |
| 2000 | Team Cadillac          | Cadillac Northstar LMP | Franck Lagorce        |                  | Ausfall                | Unfall          |
| 2001 | Champion Racing        | Audi R8                | Dorsey Schroeder      | Ralf Kelleners   | Rang 3                 |                 |
| 2002 | Champion Racing        | Audi R8                | Stefan Johansson      | Jan Lammers      | Rang 2                 |                 |
| 2003 | Dyson Racing           | MG-Lola EX257          | Butch Leitzinger      | James Weaver     | Ausfall                | Lenkdefekt      |
| 2004 | Dyson Racing Team Inc. | MG-Lola EX257          | Butch Leitzinger      | James Weaver     | Rang 6                 |                 |
| 2005 | Dyson Racing Team      | MG-Lola EX257          | Butch Leitzinger      | James Weaver     | Rang 3                 |                 |
| 2006 | Dyson Racing Team      | Lola B06/10            | Butch Leitzinger      | James Weaver     | Rang 5                 |                 |
| 2007 | Dyson Racing Team      | Porsche RS Spyder      | Butch Leitzinger      | Andy Lally       | Rang 9                 |                 |
| 2010 | Genoa Racing           | Oreca FLM09            | Tom Sutherland        | J. R. Hildebrand | Rang 25                |                 |

### Einzelergebnisse in der Sportwagen-Weltmeisterschaft
| Saison | Team              | Rennwagen                  | 1   | 2   | 3   | 4   | 5   | 6   | 7   | 8   | 9   | 10  | 11  |
| ------ | ----------------- | -------------------------- | --- | --- | --- | --- | --- | --- | --- | --- | --- | --- | --- |
| 1985   | Roy Baker         | Tiga GC285                 | MUG | MON | SIL | LEM | HOK | MOS | SPA | BRH | FUJ | SEL |     |
| 1985   | Roy Baker         | Tiga GC285                 |     |     |     |     |     |     | DNF |     |     |     |     |
| 1988   | Jaguar            | Jaguar XJR-9               | JER | JAR | MON | SIL | LEM | BRÜ | BRH | NÜR | SPA | FUJ | SAN |
| 1988   | Jaguar            | Jaguar XJR-9               | 2   |     |     |     | 1   |     | 1   |     |     |     |     |
| 1989   | Jaguar            | Jaguar XJR-9 Jaguar XJR-11 | SUZ | DIJ | JAR | BRH | NÜR | DON | SPA | MEX |     |     |     |
| 1989   | Jaguar            | Jaguar XJR-9 Jaguar XJR-11 | 5   | DNF | 6   | DNF | 5   | DNF | DNF | 5   |     |     |     |
| 1990   | Jaguar            | Jaguar XJR-11              | SUZ | MON | SIL | SPA | DIJ | NÜR | DON | MOT | MEX |     |     |
| 1990   | Jaguar            | Jaguar XJR-11              | DNF | 4   | 2   | 2   | 4   | 4   | DNF | DNF | 3   |     |     |
| 1991   | Jaguar Team Tom‘s | Jaguar XJR-12 Toyota TS010 | SUZ | MON | SIL | LEM | NÜR | MAG | MEX | AUT |     |     |     |
| 1991   | Jaguar Team Tom‘s | Jaguar XJR-12 Toyota TS010 |     |     |     | 4   |     |     |     | 6   |     |     |     |
| 1992   | Team Tom’s        | Toyota TS010               | MON | SIL | LEM | DON | SUZ | MAG |     |     |     |     |     |
| 1992   | Team Tom’s        | Toyota TS010               | DNF | DNF | 8   | DNF | DNF | 4   |     |     |     |     |     |